# Exhyalanthrax ogasawarensis
Exhyalanthrax ogasawarensis är en tvåvingeart som först beskrevs av Matsumura 1916.  Exhyalanthrax ogasawarensis ingår i släktet Exhyalanthrax och familjen svävflugor. Inga underarter finns listade i Catalogue of Life.